# Liekojärvi (Karesuando socken, Lappland)
Liekojärvi är en sjö i Kiruna kommun i Lappland och ingår i Torneälvens huvudavrinningsområde.